# Брана

Бра́на, p-брана (від мембрана) — багатовимірний фізичний об'єкт, який знаходиться в просторі більшої розмірності. Брани введено в теорію суперструн для узагальнення на багатовимірний випадок поняття суперчастинки. Змінна p вказує на кількість вимірів у брані. Так, 0-брана — точка, 1-брана — струна, 2-брана — мембрана і т. д.
В теорії Рандалл — Сандрама (1999) чотиривимірний Всесвіт, в якому ми живемо, вважається браною, зануреною в простір більшої розмірності. Серед фундаментальних фізичних взаємодій тільки гравітаційна може частково поширюватись між бранами і забезпечувати взаємодію різних бран.
Бранна космологія пояснює:
1. Слабкість гравітаційної взаємодії.
2. Велику відмінність енергетичного масштабу об'єднання взаємодій.
3. Різницю на 126 порядків космологічної константи на стадії інфляції та в сучасну епоху.

Спостережувані ефекти теорії Рандалл — Сандрама:
1. Гравітаційно-хвильові осциляції.
2. «Гравітаційна луна».
3. Змінність у часі гравітаційної сталої.

В наш час ці ефекти неможливо перевірити на досліді.